# Moritz Heidegger
Moritz Heidegger (Triesen, 4 dicembre 1932 – Samedan, 12 febbraio 1956) è stato un bobbista liechtensteinese.

## Biografia
Partecipò con la Nazionale di bob del Liechtenstein alle Olimpiadi invernali di Cortina d'Ampezzo 1956, insieme al frenatore Weltin Wolfinger:giunti all'ultimo posto dopo la seconda delle quattro manche, non sono poi ripartiti.
Due settimane dopo, i due bobbisti parteciparono ad un evento sulla pista Olympia di St. Moritz-Celerina: durante la gara, il bob ha iniziato a slittare e la pista è crollata, facendo così ribaltare il bob più volte. Nonostante indossasse l'elmetto, Heidegger fu gravemente colpito alla nuca dai paraurti. Il presidente della Federazione del Liechtenstein, il barone Eduard von Falz-Fein, portò immediatamente Heidegger all'ospedale di Samedan. Tuttavia, Heidegger non riprese conoscenza e morì pochi giorni dopo. Di conseguenza, il bob è stato temporaneamente vietato in Liechtenstein.